# Alebrije

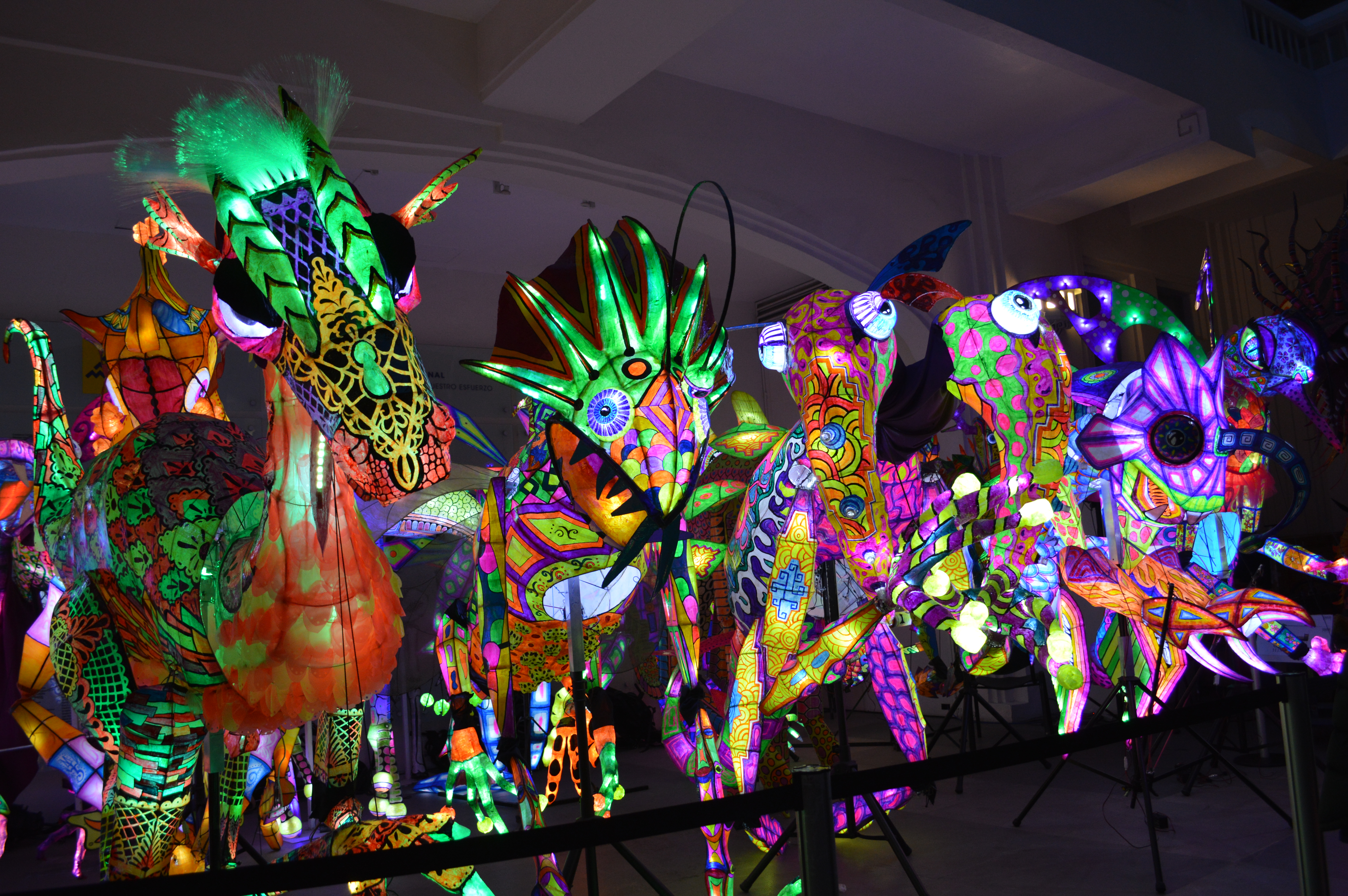
Alebrijes luminosi esposti al "Concorso per Alebrijes Monumentali" tenuto dal Museo de Arte Popular nel 2015

L'alebrije è un animale totemico, figura tipica del folclore messicano, che incarna uno spirito-guida, una sorta di angelo custode o demone benevolo che assiste la vita di una persona, portandone inscritto il destino. Gli alebrijes hanno dato vita a un'arte fiorente che li raffigura anche in forme di animali fantastici, con tecniche di cartapesta, dai colori molto vivaci.

## Origini

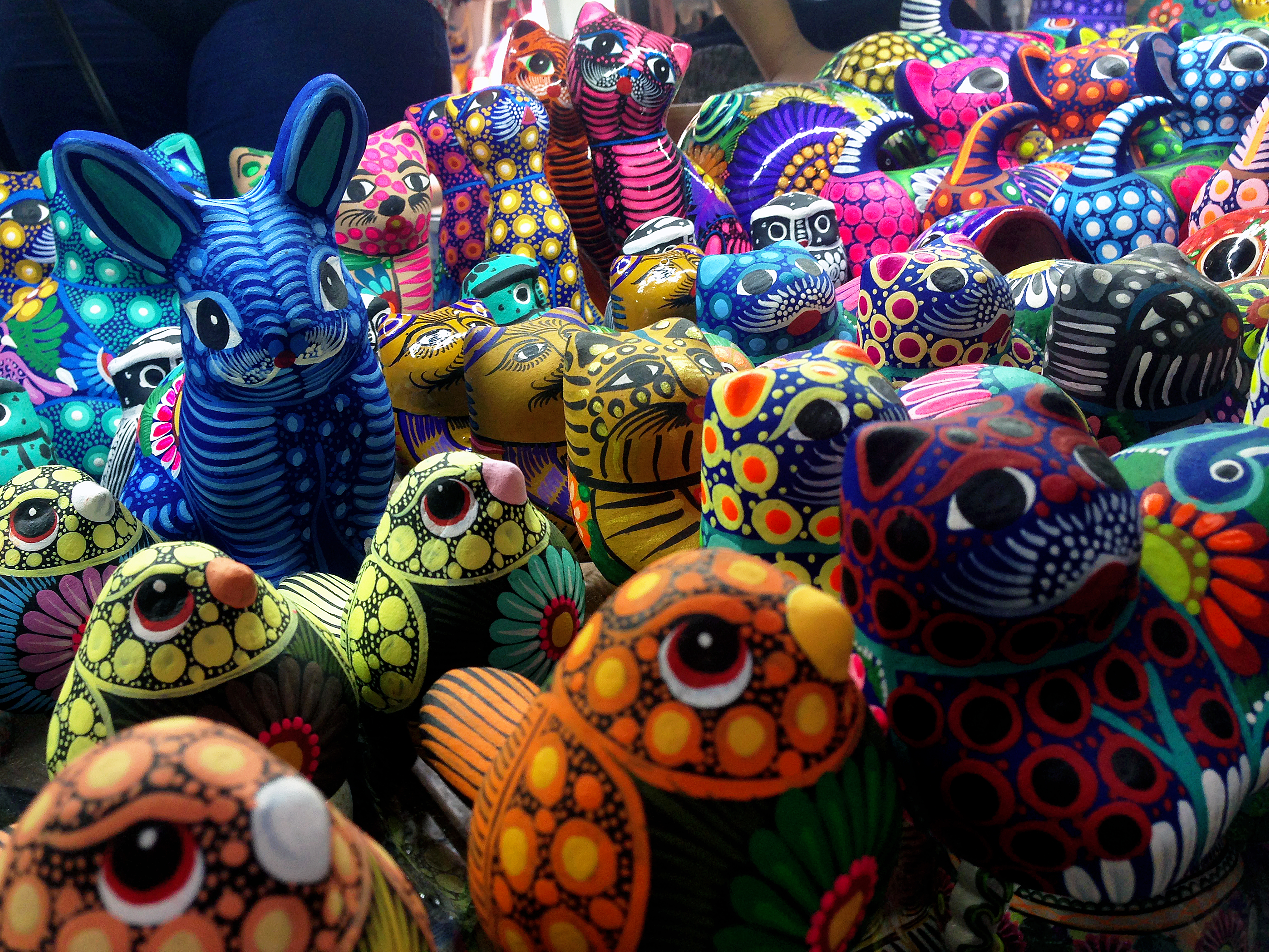
Mercato Alebrijes.

Sulle origini degli alebrijes, risalenti alle concezioni precolombiane del soprannaturale, esiste una leggenda. 
Nel 1936 il trentenne artista messicano Pedro Linares López, ammalatosi gravemente, avrebbe sognato un tranquillo ambiente montuoso i cui elementi si trasformarono in bizzarre creature (da lui definite «brutte e terrificanti») le quali gridavano all'unisono la parola «alebrije!». Ripresosi dalla malattia che lo portò sull'orlo della morte, López decise di mettere in vendita queste creature realizzandole in cartapesta e assecondando i gusti dei suoi clienti (tra i quali vi furono anche Diego Rivera e Frida Kahlo) dotandole di colori ancora più brillanti. L'attività di Lopéz lo portò ad ottenere nel 1990  il premio Nacional de Ciencias y Artes non solo per il lavoro svolto, ma anche come riconoscimento per il mantenimento e la conservazione delle proprie tradizioni popolari utilizzate per altre opere e che rappresentano l'arte messicana.
Secondo un'altra versione, López venne incaricato dal pittore José Antonio Gómez Rosas di progettare alcuni alebrijes per decorare l'annuale festa in maschera dell'Academia de San Carlos, consigliandogli di prendere spunto dai disegni dello stesso Rosas.
L'artista Manuel Jiménez Ramírez produsse una popolare variante oaxaqueña degli alebrijes scolpiti nel legno.

## Festività
Dal 2007, il Museo de Arte Popular organizza annualmente una parata che va dalla Colonna dell'indipendenza, passando per il Paseo de la Reforma, fino alla Piazza della Costituzione. Il festival, al quale partecipano oltre 200 artisti, include tre premi per i migliori alebrijes giganti (dai valori di 40 000, 30 000 e 20 000 pesos) e altre attività, quali un teatro di burattini, musica e racconti su queste mitiche creature. Sono previsti anche un concorso letterario aperto sia ai messicani nativi che a stranieri residenti (purché l'opera sia scritta appositamente per il concorso, in spagnolo o in una lingua indigena messicana, e di cui sia disponibile una traduzione) e un concorso musicale che premia, inoltre, la miglior fanfara.
L'evento, che si chiama La Noche de los Alebrijes, è realizzato in collaborazione con il governo di Città del Messico, della Secretaría de Cultura e di varie istituzioni. Il processo di creazione degli alebrijes inizia a giugno, mentre la parata si svolge l'ultimo sabato di ottobre a mezzogiorno.

## Rappresentazioni nei media
- Nel 1975, la regista Judith Bronowski co-scrisse, co-produsse e diresse il documentario Pedro Linares “Artesano Cartonero”.
- Nel film d'animazione del 2017 Coco, gli alebrijes appaiono come creature che guidano e proteggono gli abitanti della Terra dell'Aldilà.